# غراتي
غراتي (بالفارسية: گراتی) هي قرية تقع في قسم آذري الريفي (مقاطعة إسفراين) في إيران. يقدر عدد سكانها بـ 798 نسمة .